# Saguier Carreras
Pour les articles homonymes, voir Carreras.
Saguier Carreras (né au Paraguay et mort à des dates inconnues) était joueur de football paraguayen, qui jouait en attaque.

## Biographie
Il est surtout connu pour avoir participé à la coupe du monde 1930 en Uruguay, sélectionné par l'entraîneur argentin José Durand Laguna avec 21 autres joueurs paraguayens. 
Sa sélection nationale tombe dans le groupe D avec les États-Unis et la Belgique. Les Paraguayens finissent à la 2e place de ce dernier groupe et ne passent pas le 1er tour. 